# 鶴大高速道路

中国G11高速道路ロゴ

G11高速道路の道路図（青色）

鶴大高速道路（かくだいこうそくどうろ、中国語: 鹤大高速公路）は、G11鶴大高速道路とも呼ばれ、中国東北部の高速道路で、ロシア国境の黒龍江省鶴崗市を出発点として南へ向かい、ジャムス市・牡丹江市などを経て、吉林省敦化市も経て、遼寧省丹東市で西へ向かい、荘河市を経て大連市を終点とする。
2012年から建設が始まり、ほぼG201国道に沿って建設されている。全長は1,474キロメートル (km) である。
中国の最東部にある高速道路である。黒龍江省牡丹江市で綏満高速道路と交差している。遼寧省丹東市から大連市の部分は先に完成していて、丹大高速道路と呼ばれている。大連市内で瀋海高速道路（その一部は瀋大高速道路）と接する。

## 参照項目
- G201国道
- 瀋海高速道路